# DR Byen Station
DR Byen Station er en højbanestation på Metroens linje M1 i København. Stationen ligger i den nordlige ende af Ørestad nær DR Byen og er den første overjordiske station på strækningen på Vestamager. Den ligger på grænsen mellem takstzone 1 og 3.
DR Byen Station blev indviet den 19. oktober 2002. Til at begynde med hed den Universitetet med undernavnet DR Byen, men det blev byttet om 25. september 2006, så stationen kom til at hedde DR Byen med Universitet som undernavn. Stationsnavnet Universitetet kan synes mærkeligt, idet passagerer til Københavns Universitets afdeling på Amager skal stå af ved den tilstødende station på linjen, Islands Brygge Station. Forklaringen er, at da metroen blev planlagt, var det planen, at Københavns Universitet skulle bygge på det sted, hvor DR Byen ligger i dag. Allerede inden metroens færdiggørelse stod det dog klart, at universitetets nye bygninger kom til at ligge længere mod nordøst.
Endnu før den officielle navngivning gik metrostationen i en periode under navnet Rigsarkivet. Baggrunden for dette var at nye magasiner for Rigsarkivet oprindeligt skulle have ligget i Ørestad på pladsen ved siden af DR Byen, men det blev for dyrt, så det blev i stedet flyttet til det 11 hektar store ubenyttede godsbaneterræn mellem Kalvebod Brygge og Københavns Hovedbanegård.
I 2012 var passagertalet pr. dag i gennemsnit 3.400 personer .

## Antal rejsende
Ifølge Ørestadsselskabet var udviklingen i antallet af dagligt afrejsende:
| År         | Antal |
| ---------- | ----- |
| 11.12.2002 | 1.122 |
| 02.04.2004 | 2.136 |
| 15.04.2005 | 1.815 |